# Municipio de Meridian (Kansas)
El municipio de Meridian (en inglés: Meridian Township) es un municipio ubicado en el condado de McPherson en el estado estadounidense de Kansas. En el año 2010 tenía una población de 329 habitantes y una densidad poblacional de 3,52 personas por km².

## Geografía
El municipio de Meridian se encuentra ubicado en las coordenadas 38°13′2″N 97°25′37″O / 38.21722, -97.42694. Según la Oficina del Censo de los Estados Unidos, el municipio tiene una superficie total de 93.41 km², de la cual 93,41 km² corresponden a tierra firme y (0 %) 0 km² es agua.

## Demografía
Según el censo de 2010, había 329 personas residiendo en el municipio de Meridian. La densidad de población era de 3,52 hab./km². De los 329 habitantes, el municipio de Meridian estaba compuesto por el 98,48 % blancos, el 1,52 % eran amerindios. Del total de la población el 0,3 % eran hispanos o latinos de cualquier raza.